# Louisa Connolly-Burnham
Louisa Sarah Anne Connolly-Burnham (Buckinghamshire, Inglaterra; 23 de junio de 1992) es una actriz británica.
Es la hija de Anthony Burnham y Tracey Connolly, y tiene dos medio hermanos más jóvenes Tyler y William.
Se graduó de la Escuela de Tring Parque para las Artes Escénicas (antes The Arts Educational School, Tring Park) con dos años de entrenamiento en su curso de teatro musical, también con distinciones consecutivas en las artes Escénicas Diploma (recto actuar), el Premio anual de actuación clásica y una distinción de grado 8 en el canto.
Su debut en la televisión fue en 2007 como un asesino de niños en los Asesinatos en Verano de ITV. Louisa es más conocida por sus papeles en CBBCs "Wolfblood" como Shannon Kelly y Nickelodeon "House of Anubis", como Willow Jenks.
Ella es una buena amiga de su compañera de reparto Wolfblood Aimee Kelly.
Louisa es uno de los amigos cercanos de Bobby Lockwood porque ella se codeaba con él , ya que ambos actuaron de Wolfblood, que se emitía en CBBC, y  en Disney Channel

## Filmografía
Películas
| Año  | Título                                                 | Papel        | Notas                          |
| ---- | ------------------------------------------------------ | ------------ | ------------------------------ |
| 2014 | Beneath Water                                          | Daisy        | Papel Principal.               |
| 2015 | Up All Night                                           | Clara        | Papel Principal.               |
| 2016 | Time Will Tell                                         | Kim          | Papel Principal.               |
| 2016 | Granatë                                                | Journalist   | Papel Principal. Cortometraje. |
| 2017 | Breathe                                                | Emma         | Papel Principal. Cortometraje. |
| 2017 | Are We Alone                                           | Ave          | Papel Principal. Cortometraje. |
| 2018 | David and Bathsheba                                    | Bathsheba    | Papel Principal. Cortometraje. |
| 2018 | The Marine 6: Close Quarters                           | Sarah Dillon | Papel Principal.               |
| 2018 | A Midsummer Night's Dream                              | Thaleia      | Papel Principal.               |
| 2019 | Odilo Fabian or (The Possibility of Impossible Dreams) | Alice        | Papel Principal. Cortometraje  |

Series
| Año       | Título                   | Papel          | Notas                                                            |
| --------- | ------------------------ | -------------- | ---------------------------------------------------------------- |
| 2007      | Coming Down the Mountain | School Girl    | 1 Episodio                                                       |
| 2008      | Midsomer Murders         | Young Lou      | Episodio: "Left for Dead"                                        |
| 2011      | Outnumbered              | Shoe Shop Girl | 1 Episodio                                                       |
| 2011      | Little Crackers          | Susan Butler   | Episodio: "Barbara Windsor's Little Cracker: My First Brassiere" |
| 2012-2014 | Wolfblood                | Shannon Kelly  | Papel Principal                                                  |
| 2013      | House of Anubis          | Willow Jenks   | Papel Principal                                                  |
| 2013      | Doctors                  | Rose Morrison  | Episodio: "A Curse Be Upon Her"                                  |
| 2014      | Call the Midwife         | Avril Fox      | Episodio: "Christmas Special"                                    |
| 2015      | Holby City               | Rosie Greene   | Episodio: "Homecoming"                                           |
| 2015      | Suspicion                | Morgan         | Episodio: "Edge of Insanity"                                     |
| 2016      | Death in Paradise        | Kim Sweeney    | Episodio: "Dishing Up Murder"                                    |
| 2016      | Drifters                 | Shienna        | Episodio: " Big Break"                                           |
| 2016      | Casualty                 | Penny Levitt   | Episodio: "All I Want for Christmas Is You"                      |